# Vanaheim

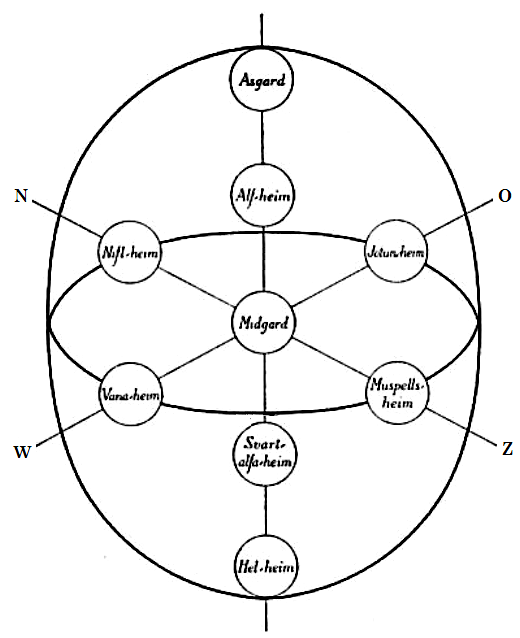
Los nueve mundos de la cosmología nórdica.

Vanaheim (en nórdico antiguo Vanaheimr)  es el hogar de los  Vanir, uno de los dos clanes de dioses en la mitología nórdica aparte de los Æsir. El nombre aparece en la saga de los Ynglings de Snorri Sturluson. En esa obra, los dioses aparecen de un modo evemerista, como héroes del pasado, y el nombre de su reino es relacionado con el río Don. Es por ello que es discutible el hecho de contar a Vanaheim como uno de los nueve mundos de la cosmología nórdica.
Snorri introduce a Vanaheim de este modo:
Así se sabe que un gran mar entra en Nörvasund (estrecho de Gibraltar) hasta la tierra de Jerusalén. Del mismo mar otro enorme mar como ensenada se extiende hacia el noreste, y es llamado el mar Negro, y divide las tres partes de la tierra; de la cual la parte más oriental es llamada Asia, y la más occidental es llamada por algunos Europa, por otros Enea. Hacia el norte del mar Negro se extiende Svíþjóð el Grande, o el Frío. [...] En el lado sur de las montañas que se extienden más allá de las tierras habitadas corre un río a través de Svíþjóð, cuyo nombre correcto es Tanais (actual río Don, Rusia), pero antiguamente era llamado Tanakvísl, o Vanakvísl, y que desemboca en el mar Negro. El país de la gente del Vanakvísl se llamaba Vanaland, o Vanaheimr; y el río separa las tres partes del mundo, donde la parte más oriental es llamada Asia, y la más occidental Europa.

## Atestiguación
Vanaheimr es mencionado una sola vez en la Edda poética, en una estrofa del poema Vafþrúðnismál. En Vafþrúðnismál, Gagnráðr (el dios Odín disfrazado) participa en un juego de sabiduría con el jötunn, Vafþrúðnir. Gagnráðr le pregunta a Vafþrúðnir de donde viene el dios Njörðr. Vafþrúðnir le responde que Njörðr fue creado en Vanaheimr por "sabios poderosos" y menciona que Njörðr fue intercambiado como rehén durante la guerra entre los Æsir y los Vanir. Además, Vafþrúðnir comenta que, cuando el mundo se acaba (Ragnarök), Njörðr volverá a ser un "sabio Vanir".